# Kälvattnet (Sidensjö socken, Ångermanland, 703071-162384)
Kälvattnet är en sjö i Örnsköldsviks kommun i Ångermanland och ingår i Nätraåns huvudavrinningsområde. Sjön har en area på 0,18 kvadratkilometer och ligger 226,3 meter över havet. Sjön avvattnas av vattendraget Stavarsjöbäcken.

## Delavrinningsområde
Kälvattnet ingår i det delavrinningsområde (703097-162415) som SMHI kallar för Utloppet av Kälvattnet. Medelhöjden är 260 meter över havet och ytan är 1,57 kvadratkilometer. Det finns inga avrinningsområden uppströms utan avrinningsområdet är högsta punkten. Stavarsjöbäcken som avvattnar avrinningsområdet har biflödesordning 2, vilket innebär att vattnet flödar genom totalt 2 vattendrag innan det når havet efter 41 kilometer. Avrinningsområdet består mestadels av skog (79 procent). Avrinningsområdet har 0,18 kvadratkilometer vattenytor vilket ger det en sjöprocent på 11,3 procent.